# Paleòpters
Els paleòpters (Palaeoptera, del grec palaeos, "antic" i pteron, "ala") són un agrupament parafilètic d'insectes pterigots que reuneix els ordres més primitius d'insectes alats (la majoria extints), caracteritzats perquè no poden plegar les ales sobre l'abdomen, la qual cosa és una característica exclusiva dels neòpters. La complexitat del plegatge alar, així com la mecànica de les ales durant el vol (gràcies a músculs de vol indirectes), mostren clarament que tots els insectes neòpters descendeixen d'un avantpassat comú i formen, per tant, un grup monofilètic.
El problema rau en el fet que la incapacitat de plegar les ales és un caràcter plesiomòrfic, és a dir, ancestral, i per tant, segons la cladística, no és vàlid per a definir grups monofilètics. Així, els dos grups actuals de paleòpters (Ephemeroptera i Odonata) no tenen una altra característica en comú que pugui indicar que descendeixen d'un avantpassat comú. Per tant, els paleòpters apareixen com un grup parafilètic, i per tant, artificial, que s'hauria d'abandonar.

## Classificació
Els paleòpters es subdivideixen en tres superordres i vuit ordres, només dos dels quals tenen espècies actuals:
Superordre Ephemeropteroidea Rohdendorf, 1968
- Ordre Ephemeroptera Hyatt & Arms, 1891

Superordre Odonatoptera Martynov, 1932
- Ordre Odonata Fabricius, 1793
- Ordre Geroptera Brodsky, 1994 †
- Ordre Meganisoptera Martynov, 1932 † (=Protodonata)

Superordre Palaeodictyopteroidea Rohdendorf, 1961 †
- Ordre Archodonata Martynov, 1932 †
- Ordre Diaphanopterodea Handlirsch, 1919 †
- Ordre Megasecoptera Rohdendorf, 1961 †
- Ordre Palaeodictyoptera Goldenberg, 1877 †